# Тето Кјапело (Кунео)
Тето Кјапело је насеље у Италији у округу Кунео, региону Пијемонт.
Према процени из 2011. у насељу је живело 24 становника. Насеље се налази на надморској висини од 740 м.